# BBC Archives (album d'Iron Maiden)
Albums de Iron Maiden
Rock in Rio
(2002) Beast over Hammersmith
(2002)
BBC Archives est un double album regroupant des performances en public du groupe de heavy metal britannique, Iron Maiden. Il est sorti le 4 novembre 2002  sur le label EMI et est produit par Tony Wilson.

## Présentation
Le premier CD regroupe des titres du concert donné le 14 novembre 1979 dans le studio de la radio londonienne BBC Radio 1 pour le compte de son programme Friday Rock Show et ceux d'un concert donné le 28 août 1982 dans le cadre du Reading Festival 1982. Le second CD est constitué de titres du concert donné au Reading Festival le 23 août 1980 et de celui donné au festival Monsters of Rock de Castle Donington donné le 20 août 1988. Ce double album fait partie du coffret, Eddie's Archive aux côtés des albums Beast over Hammersmith et Best of the 'B' Sides.

## Liste des titres

### Disque 1
| 1. | Iron Maiden  | Steve Harris                 | 3:46 |
| 2. | Running Free | Paul Di'Anno, Harris         | 3:10 |
| 3. | Transylvania | Harris                       | 4:03 |
| 4. | Sanctuary    | Di'Anno, Harris, Dave Murray | 3:45 |

| 5.  | Wrathchild              | Harris               | 3:32 |
| 6.  | Run to the Hills        | Harris               | 5:36 |
| 7.  | Children of the Damned  | Harris               | 4:48 |
| 8.  | The Number of the Beast | Harris               | 5:29 |
| 9.  | 22 Acacia Avenue        | Harris, Adrian Smith | 6:36 |
| 10. | Transylvania            | Harris               | 6:20 |
| 11. | The Prisonner           | Harris, Smith        | 5:50 |
| 12. | Hallowed Be Thy Name    | Harris               | 7:37 |
| 13. | Phantom of the Opera    | Harris               | 7:02 |
| 14. | Iron Maiden             | Harris               | 4:58 |

### Disque 2
| 1. | Prowler           | Harris          | 4:27 |
| 2. | Remember Tomorrow | Di'Anno, Harris | 5:59 |
| 3. | Killers           | Di'Anno, Harris | 4:43 |
| 4. | Running Free      | Di'Anno, Harris | 3:53 |
| 5. | Transylvania      | Harris          | 4:49 |
| 6. | Iron Maiden       | Harris          | 4:56 |

| 7.  | Moonchild                    | Bruce Dickinson, Smith | 5:43  |
| 8.  | Wrathchild                   | Harris                 | 3:00  |
| 9.  | Infinite Dreams              | Harris                 | 5:51  |
| 10. | The Trooper                  | Harris                 | 4:05  |
| 11. | Seventh Son of a Seventh Son | Harris                 | 10:27 |
| 12. | The Number of the Beast      | Harris                 | 4:43  |
| 13. | Hallowed Be Thy Name         | Harris                 | 7:10  |
| 14. | Iron Maiden                  | Harris                 | 6:01  |

## Musiciens
- La liste des musiciens provient du livret de cet album[2].

| Friday Rock Show 1979 - Paul Di'Anno: chant - Steve Harris: basse - Dave Murray: guitare - Tony Parsons: guitare - Doug Sampson: batterie, percussions Reading Festival 1982 - Bruce Dickinson: chant - Steve Harris: basse - Dave Murray: guitare - Adrian Smith: guitare - Clive Burr: batterie, percussions | Reading Festival 1980 - Paul Di'Anno: chant - Steve Harris: basse - Dave Murray: guitare - Adrian Smith: guitare - Clive Burr: batterie, percussions Monsters of Rock 1988 - Bruce Dickinson: chant - Steve Harris: basse - Dave Murray: guitare - Adrian Smith: guitare - Nicko McBrain: batterie, percussions |